# SN 1994ag
SN 1994ag – supernowa odkryta 11 listopada 1994 roku w galaktyce A035330-3900. W momencie odkrycia miała maksymalną jasność 17,50m.